# Donaubroen
Donaubroen (også kendt som Venskabsbroen; bulgarsk: Мост на дружбата, Most na druzhbata eller, mere almindeligt, Дунав Mост, Dunav most ; rumænsk: Podul Prieteniei eller Podul de la Giurgiu) er en stålgitterbro over Donau-floden, der forbinder den bulgarske bred mod syd med den rumænske bred mod nord og henholdsvis byerne Ruse og Giurgiu. Det er en af kun to broer, der forbinder Rumænien og Bulgarien, den anden er New Europe Bridge mellem byerne Vidin og Calafat.

## Historie
Broen åbnede den 20. juni 1954  og var designet af de sovjetiske ingeniører V. Andreev og N. Rudomazin. Broen er 2.223,52 meter lang og var på det tidspunkt den eneste bro over Donau, som Bulgarien og Rumænien delte, mens anden trafik blev betjent af færger og landruter. Dekorationer er designet af den bulgarske arkitekt Georgi Ovcharov. Broen har to dæk; en tosporet motorvej og en jernbane. Der er også fortove til fodgængere. Den centrale del af broen (85 m) er mobil og kan løftes, så større både kan passere. Vedligeholdelsen af den mobile del er Rumæniens ansvar og kontrolleres med jævne mellemrum. Broen blev bygget på to et halvt år med hjælp fra Sovjetunionen.
Sovjeterne kaldte den "Venskabsbroen", men siden de kommunistiske regimers fald i begge lande, fik broen det mere funktionelle navn "Donaubroen".
Der er grænsekontrolstationer da den er grænseovergang mellem de to lande. Siden januar 2007 har der ikke været mere toldkontrol, og pas-/identitetskortkontrollen udføres "på ét skrivebord" enten af det bulgarske eller rumænske grænsepoliti, da det er en "indre grænse" inden for EU. Grænsekontrollen vil være helt fjernet, når Bulgarien og Rumænien tilslutter sig Schengen-aftalen .
Den 3. september 2011 blev den bulgarske del af broen åbnet efter to måneders restaurering.

Der er et par rektangulære tårne understøttet af søjler i begge ender.

## Vejafgifter
Følgende vejafgifter gælder for at krydse Donaubroen: 
| Køretøj                                                              | Euro    |
| -------------------------------------------------------------------- | ------- |
| Op til 8+1 pladser; Op til 3,5 t                                     | 6 euro  |
| Lastbiler op til 7,5 t; Køretøjer mellem 9 og 23 sæder               | 12 euro |
| Lastbiler op til 12 t                                                | 18 euro |
| Lastbiler over 12 t med op til 3 aksler; Køretøjer med over 23 sæder | 25 euro |
| Lastbiler over 12 t med 4 eller flere aksler                         | 37 euro |

- Billeder af broen om vinteren
- Den rumænske side af broen
- Broen set fra Bosphorus Express- toget (Bukarest – Istanbul)